# Mummia dell'Altai

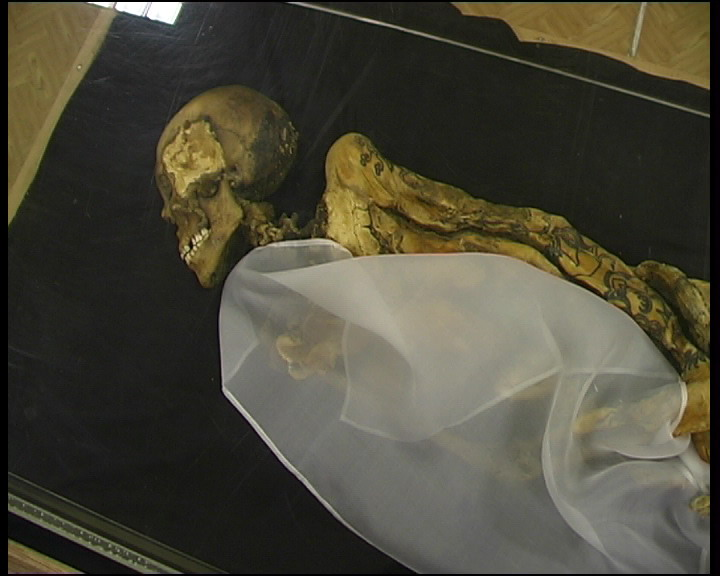
La mummia

Con le locuzioni mummia dell'Altai, principessa di Altai o principessa Ukok ci si riferisce al corpo mummificato di una giovane donna, morta tra i 20 e i 30 anni di età, oggetto di ritrovamento archeologico in un tumulo funerario tipico della Cultura kurgan, accompagnato da un ricco accumulo di suppellettili, come in uso tra le popolazioni nomadi delle steppe euro-asiatiche.

## Il ritrovamento
Nell'estate del 1993 l'archeologa Natal'ja Polos'mak, docente all'istituto d'etnografia e archeologia di Novosibirsk stava conducendo  una campagna di scavi in alcuni tumuli funerari sull'altopiano di Ukok, al confine tra Russia e Cina.
In uno di questi tumuli, congelato a causa del permafrost, furono trovate ricche suppellettili di vasellame in ceramica e oggetti in oro smaltati, assieme alle carcasse congelate di 6 cavalli; più sotto c'era una bara in legno di larice, intrappolata in una bolla di ghiaccio, che, una volta aperta, rivelò il suo contenuto, un corpo mummificato di donna di probabile etnia scita, che, come già altre mummie scoperte in quella zona, recava complessi ed eleganti tatuaggi sulla spalla sinistra, sul braccio e sul ventre.
Vicino alla ragazza, nella camera funeraria, vi era un tavolo basso di legno con un piatto di carne di cervo, una scodella di yogurt, una borraccia contenente una bevanda, un astuccio con dentro semi di coriandolo ed erbe medicinali (Cannabis), il tutto come ultima offerta alla defunta. La mummia indossava una camicia di seta cinese, una gonna di lana morbida, e degli stivali; in testa aveva una parrucca come sostituto dei capelli rasati.

## Esame dei reperti
La datazione al radiocarbonio ha permesso di individuare l'epoca della mummia e il suo corredo, collocandola al V secolo a.C., mentre l'esame dei pollini e delle erbe trovate nella tomba indicano nella primavera la stagione della sepoltura.
Mediante analisi con risonanza magnetica è stato scoperto che questa donna soffriva di osteomielite sin dall'adolescenza, e di un cancro alla mammella destra con processo di metastasi. Inoltre, parrebbe essere che la donna sia caduta da una certa altezza, ipoteticamente da cavallo, poiché evidenzia slogature e fratture al cranio. Nella tomba, accanto al corpo della donna fu trovato un contenitore con della canapa, e ciò ha fatto pensare che fosse stata impiegata per lenire i dolori cronici di cui certamente la donna soffriva.
Una ricostruzione del viso basata sul cranio mostra lineamenti occidentali; questo contraria i mongoli della regione e sorprende altre personalità scientifiche. La controversia si è fatta più forte quando l'artista che ha realizzato la ricostruzione ha dichiarato che era partita dall'idea che la principessa "fosse un chiaro esempio di razza caucasica, senza tratti mongoli": Rima Eriknova, la direttrice del museo regionale dell'Altai ha commentato che fosse stata una volontà politica di fare la "Donna di Ghiaccio" completamente europea.
Esami del DNA condotti nel 2016 ha mostrato un genotipo diverso da quello delle popolazioni dell'Altai: le genti della cultura di Pazyryk avevano piuttosto un genotipo simile ai Samoiedi, con degli elementi iranici orientali e europoidi.

## Leggenda
Il ritrovamento della mummia, come in altri casi, ha scatenato la diffusione di una leggenda circa una maledizione: durante l'operazione di prelievo del reperto, la squadra archeologica avrebbe rischiato vari incidenti; oltre a questo, altre disgrazie avrebbero colpito la regione dell'Altai.
In ogni caso la leggenda parrebbe priva di fondamento e nasce dai vaticini degli sciamani dell'Altai, legati alla loro cultura ancestrale.